# Las Bocas, Zacatecas
Las Bocas är en ort i Mexiko.   Den ligger i kommunen Jiménez del Teul och delstaten Zacatecas, i den centrala delen av landet, 600 km nordväst om huvudstaden Mexico City. Las Bocas ligger 1 683 meter över havet och antalet invånare är 154.
Terrängen runt Las Bocas är huvudsakligen kuperad, men åt sydväst är den bergig. Las Bocas ligger nere i en dal. Runt Las Bocas är det mycket glesbefolkat, med 4 invånare per kvadratkilometer. Närmaste större samhälle är Jiménez del Teul, 15,5 km nordost om Las Bocas. I omgivningarna runt Las Bocas växer huvudsakligen savannskog.